# Jalkatapakul
Jalkatapakul (Scytalopus frankeae) är en nyligen beskriven fågelart i familjen tapakuler inom ordningen tättingar.

## Utseende och läte
Jalkatapakulen är en grå tapakul, på kroppens bakre del tvärbandat gulbrun. Ibland syns ett svagt vitaktigt ögonbrynsstreck. Honan är brunare än hanen. Fågeln liknar en rad andra tapakuler, men skiljs åt geografiskt och genom sången, en ändlös serie med raspiga tjippande toner.

## Utbredning och systematik
Arten förekommer i Sydamerika, i centrala Peru från Huanuco till Junin. Den behandlas som monotypisk, det vill säga att den inte delas in i några underarter. Jalkatapakulen beskrivs som ny art för vetenskapen så sent som 2020.

## Levnadssätt
Jalkatapakulen hittas i gräsrik stenströdd terräng ovan trädgränsen.

## Status
IUCN erkänner den ännu inte som art, varför dess hotstatus formellt inte fastställts.